# ロス・モリアーティ
ロス・モリアーティ（Ross Moriarty、1994年4月18日 - ）は、プロD2CAブリーヴに所属するラグビー選手。

## プロフィール
- イングランド・セント・ヘレンズ出身。
- ポジションはフランカー(FL)、ナンバーエイト(No.8)。
- 身長 188cm、体重 103kg
- U20イングランド代表に選ばれたことがある[1]。
- ウェールズ代表キャップは54（2025年1月現在）でラグビーワールドカップ2015・ラグビーワールドカップ2019のウェールズ代表に選ばれた。
- ブリティッシュ・アンド・アイリッシュ・ライオンズに選ばれたことがある[2]。

## 略歴
グロスター、ハートプリー大学RFC、グロスターを経て、2018年、ドラゴンズに加入。
2023年、CAブリーヴに加入。